# سكستليون
- سكستليون هو عدد ضخم جدا، ويكتب على شكل عدد يكون فيه الرقم واحد وأمامه ستة وثلاثين صفراً 1,000,000,000,000,000,000,000,000,000,000,000,000، أو يكتب بالشكل {\displaystyle 10^{36}} وذلك في الجدول الطويل (الإنجليزية التقليدية القديمة).
- سكستليون وهو عبارة عن عدد يكون فيه الرقم واحد وأمامه واحد وعشرون صفراً 1,000,000,000,000,000,000,000، أو يكتب بالشكل {\displaystyle 10^{21}} وذلك في الجدول القصير (الولايات المتحدة الأمريكية والإنجليزية المعاصرة الحديثة).

## المعنى الفيزيائي
قام علماء الفيزياء الفلكية الأمريكيون والأستراليون بقياس نسبة الإشعاعات الساقطة الأرض والواردة من مجرات أخرى إلى إجمالي الإشعاعات القادمة إلى الأرض.
وقال العلماء إن جسم الإنسان يتعرض كل ثانية لتأثير نحو سكستليون (sextillion) فوتون، وتعود 10 مليارات فوتون منها إلى الجسيمات القادمة من مجرات أخرى.
وقال العلماء إن غالبية الإشعاعات الساقطة على الأرض ترسلها الشمس، وكلها تتشتت في الغلاف الجوي، وينوي العلماء فيما بعد دراسة سبل نقل الطاقة بين مجرة وأخرى والقيام بالنمذجة الكمبيوترية لتلك العملية.
نشر العلماء استنتاجاتهم وحساباتهم هذه في مجلة "Alert Eurek" العلمية بناءً على المعلومات الواردة من أجهزة فضائية مثل "GALEX" و "WISE" و "Hubble" و"GAMA".